# 大竹まこと ゴールデンラジオ!
『大竹まこと ゴールデンラジオ!』（おおたけまこと ゴールデンラジオ）は、文化放送のラジオ番組。2007年5月7日から放送を開始した。

## 概要
1987年から20年間続いた「吉田照美のやる気MANMAN!」からつなぎ番組を経て始まった、平日の昼ワイド番組である。当初、同じ読みではあったものの「大竹まこと G・R」と書かれていた。G・Rは、Golden Radio の略である。
放送開始から1年経たずに「やる気MANMAN!」時代以来の同時間帯で聴取率1位となり、2009年10月まで11期連続維持。2010年10月の聴取率調査で、再度同時間帯の聴取率1位となり、2013年8月まで17期連続維持した。2013年8月以降の聴取率調査ではTBSラジオの『たまむすび』に単独首位を奪われたが、2014年6月の聴取率調査で、三度同時間帯 聴取率1位となった。
バラエティ番組ではあるが、パートナーによって番組内容が大きく変わるのが特徴である。パートナーやレギュラー出演者に評論家や文化人などを起用している月曜・火曜・金曜では報道や時事問題を取り扱うことも少なくない。
2021年6月に発表された、「リスナーが本気で選んだラジオ番組最強番付2021」帯番組部門で3位を獲得した。
2024年4月1日より、高知放送と西日本放送で月曜 - 木曜の同時ネットを開始した。

## 出演者

### パーソナリティ
- 大竹まこと[注 1]

### パートナー
- 月曜日：阿佐ヶ谷姉妹（渡辺江里子・木村美穂、2020年3月30日 - ）
- 火曜日：小島慶子（2021年7月1日 - [5]。2022年4月までは木曜日[注 2]）
- 水曜日：水谷加奈（文化放送アナウンサー。2024年7月3日 - 。2007年5月9日 - 2013年3月27日[注 3]、2023年4月12日 - 6月28日、8月9日 - 11月29日[注 4]）
- 木曜日：はるな愛（2016年10月4日 - 。隔週出演。2022年4月までは火曜日）、光浦靖子（オアシズ、2007年5月10日 - ）、大久保佳代子（オアシズ、2021年7月8日 - [6]）、ヒコロヒー（2022年5月19日 - ） - はるなの出演しない日は他の3人が輪番で担当
- 金曜日：壇蜜（2024年7月5日 - 。2018年4月4日 - 2024年6月26日は水曜日[注 5]）

#### 過去のパートナー
- 月曜日：阿川佐和子（2007年5月7日 - 2015年3月23日）
- 月曜日：辺見えみり（2015年3月30日 - 2016年9月26日）
- 月曜日：倉田真由美（2016年10月3日 - 2020年3月23日）
- 火曜日：山本モナ（2007年5月8日 - 2011年3月29日、2008年7月15日 - 2009年1月13日までは休み）
- 火曜日：中嶋美和子（2008年9月16日 - 2009年1月13日[注 6]）
- 火曜日：眞鍋かをり（2011年4月5日 - 2015年8月25日）
- 火曜日：倉田真由美（2015年9月1日 - 2016年9月27日）
- 水曜日：加納有沙（文化放送アナウンサー(当時)、2013年4月3日 - 9月25日）
- 水曜日：町亞聖（2013年10月2日 - 2018年3月28日）
- 金曜日：六車奈々（2007年5月11日 - 2010年4月2日）
- 金曜日：室井佑月（2010年4月9日 - 2024年6月28日[注 7]）

### アシスタント
- 月曜日 - 木曜日：砂山圭大郎（文化放送アナウンサー）：2020年10月26日 -
- 金曜日：太田英明（文化放送アナウンサー、コンテンツ局 エグゼクティブ・プロデューサー）：2020年10月30日 - 2022年1月7日 [注 8]、2024年4月5日 - 
  - 2020年10月26日まで月曜〜金曜を担当
  - 2020年10月30日から金曜を担当
  - 2022年1月7日を最後に休演した[注 9]。同年1月は砂山、2月から2024年3月までは鈴木純子（文化放送アナウンサー）がアシスタントを務めた。2024年4月5日より復帰した。

### 大竹休暇時のピンチヒッター
大竹が休みの際は曜日別パートナーがパーソナリティ、パートナーは砂山、太田が担当。
2007年の夏休みは不明
2007年・2008年の年末年始
- 2007年12月31日（月）阿川・太田・森永・浜口（サテライト終了後）
- 2008年1月4日（金）六車・太田

2008年の夏休み
- 2008年9月8日（月）阿川・太田
- 2008年9月9日（火）・10日（水）水谷・太田
- 2008年9月11日（木）光浦・太田・大久保佳代子・ミドリちゃん
- 2008年9月12日（金）六車・太田・斉木しげる

2008年・2009年の年末年始
- 2008年12月29日（月）阿川・太田・浜口
- 2008年12月30日（火）中嶋・太田・U字工事
- 2008年12月31日（水）水谷・太田・加藤
- 2009年1月1日（木）光浦・太田・大久保

テレビ番組収録のための休止時
- 2009年1月12日（月）阿川・太田・浜口　　※この日はテレビ番組の収録のため、休んだ。

2009年の舞台稽古
- 2009年4月27日（月）阿川・太田
- 2009年4月28日（火）山本・太田
- 2009年4月29日（水）水谷・太田・加藤（大人の常識クイズまで）
- 2009年4月30日（木）光浦・太田・大久保
- 2009年5月1日（金）六車・太田
- 2009年5月4日（月）阿川・太田・中嶋
- 2009年5月5日（火）山本・太田・中村うさぎ・マツコ・デラックス

2009年の夏休み
- 2009年9月25日（金）六車・太田
- 2009年9月28日（月）阿川・太田・和田誠
- 2009年9月29日（火）山本・太田
- 2009年9月30日（水）水谷・太田
- 2009年10月1日（木）光浦・太田・大久保

2009年の年末
- 2009年12月28日（月）阿川・太田・森永
- 2009年12月29日（火）中嶋・太田・U字工事（オープニング・サテライトのみ）　※この日は、山本も冬休みを取っていた。
- 2009年12月30日（水）水谷・太田・いとう（オープニング・サテライトのみ）
- 2009年12月31日（木）光浦・太田・いとう

2011年の舞台稽古
- 2010年5月18日（火）山本・太田／広海・深海（オープニング・サテライトのみ）
- 2010年5月19日（水）水谷・太田・いとう（オープニング・サテライトのみ）
- 2010年5月20日（木）光浦・太田・大久保

2010年の夏休み
- 2010年8月30日（月）阿川・太田
- 2010年8月31日（火）山本・太田／広海・深海（オープニング・サテライトのみ）
- 2010年9月1日（水）水谷・太田・いとう（オープニング・サテライトのみ）
- 2010年9月2日（木）光浦・太田・黒沢かずこ（大人の常識クイズまで）
- 2010年9月3日（金）室井・太田・THE GEESE（オープニング・サテライトのみ）

体調不良による休養時
- 2010年9月29日（水）きたろう・水谷・太田・いとう（オープニング・サテライトのみ）
- 2010年9月30日（木）光浦・太田・大久保
- 2010年10月1日（金）きたろう・室井・太田・THE GEESE（オープニング・サテライトのみ）

※突然の体調不良のため、番組を休んだ。2010年10月4日（月）放送分より復帰した。
2010年の舞台休養時（2010年10月12日 - 10月15日）
- 2010年10月12日（火）山本・太田／広海・深海（オープニング・サテライトのみ）
- 2010年10月13日（水）水谷・太田・いとう（オープニング・サテライトのみ）
- 2010年10月14日（木）ハマカーン・太田　　　　　　　※この日は、光浦も舞台のため、休みを取っていた。
- 2010年10月15日（金）室井・太田

2010年の年末
- 2010年12月27日（月）阿川・太田
- 2010年12月28日（火）中嶋・太田／広海・深海（オープニング・サテライトのみ）　※この日は、山本も冬休みを取っていた。
- 2010年12月29日（水）水谷・太田・いとう（オープニング・サテライトのみ）
- 2010年12月30日（木）光浦・太田・北陽
- 2010年12月31日（金）室井・太田・THE GEESE（オープニング・サテライトのみ）

2011年の夏休み
- 2011年7月15日（金）室井・太田
- 2011年7月18日（月）阿川・太田

2011年の舞台稽古
- 2011年8月29日（月）阿川・太田
- 2011年8月30日（火）眞鍋・太田
- 2011年8月31日（水）水谷・太田・いとう（オープニング・サテライトのみ）
- 2011年9月1日（木）光浦・太田
- 2011年9月2日（金）室井・太田
- 2011年9月5日（月）阿川・太田
- 2011年9月6日（火）眞鍋・太田
- 2011年9月7日（水）水谷・太田・いとう（オープニング・サテライトのみ）
- 2011年9月8日（木）光浦・太田・鈴木拓（ドランクドラゴン）

2011年の舞台休養時（2011年09月22日・23日=大阪公演／28日・29日・30日＝名古屋公演）
- 2011年9月22日（木）光浦・太田・カンニング竹山
- 2011年9月23日（金）室井・太田・THE GEESE
- 2011年9月28日（水）水谷・太田・いとう（オープニング・サテライトのみ）
- 2011年9月29日（木）光浦・太田・天野ひろゆき（キャイ〜ン）
- 2011年9月30日（金）室井・太田・ハマカーン

2012年年始
- 2012年1月4日（水）水谷・太田・いとう（オープニング・サテライトのみ）
- 2012年1月5日（木）光浦・太田
- 2012年1月6日（金）室井・太田・ハマカーン（オープニング・サテライトのみ）

2012年の夏休み
- 2012年8月6日（月）阿川・太田・福井謙二（フジテレビ アナウンサー(当時)）
- 2012年8月7日（火）眞鍋・太田・福澤朗

2012年の夏休みII
- 2012年9月10日（月）阿川・太田
- 2012年9月11日（火）眞鍋・太田
- 2012年9月12日（水）水谷・太田・いとう（オープニング・サテライトのみ）
- 2012年9月13日（木）光浦・太田・山田ルイ53世（オープニング・サテライトのみ）
- 2012年9月14日（金）室井・太田・ハマカーン（オープニング・サテライトのみ）

2013年の年始
- 2013年1月4日（金）室井・太田・ハマカーン
- 2013年1月07日（月）阿川・太田・中嶋（オープニング・サテライトのみ）
- 2013年1月8日（火）眞鍋・太田・山田ルイ53世
- 2013年1月9日（水）水谷・太田・いとう（オープニング・サテライトのみ）
- 2013年1月10日（木）光浦・太田・鈴木拓（ドランクドラゴン）・大水洋介(ラバーガール)
- 2013年1月11日（金）室井・太田・ハマカーン

2013年の舞台稽古・舞台休養時（東京公演：2013年04月02日・03日）
- 2013年3月25日（月）阿川・太田
- 2013年3月26日（火）眞鍋・太田・山田ルイ53世（オープニング・サテライトのみ）
- 2013年3月27日（水）水谷・太田・いとう（オープニング・サテライトのみ）　　　　※この日の放送で、水谷は更迭した。
- 2013年3月28日（木）光浦・太田・柴田英嗣（アンタッチャブル）・田上としえ（13時台のみ）
- 2013年3月29日（金）室井・太田・ハマカーン（オープニング・サテライトのみ）
- 2013年4月1日（月）阿川・太田・中嶋（オープニング・サテライトのみ）
- 2013年4月2日（火）眞鍋・太田・山田ルイ53世（オープニング・サテライトのみ）
- 2013年4月3日（水）加納・太田・いとう（オープニング・サテライトのみ）※この日の放送から、新パートナーの加納が登場した。

2013年の舞台休養時（名古屋公演）
- 2013年4月22日（月）阿川・太田
- 2013年4月23日（火）眞鍋・太田・山田ルイ53世（オープニング・サテライトのみ）
- 2013年4月24日（水）加納・太田・いとう（オープニング・サテライトのみ）

2013年の夏休み
- 2013年8月8日（木）光浦・太田・鈴木拓（ドランクドラゴン）
- 2013年8月9日（金）室井・太田・ハマカーン
- 2013年8月12日（月）阿川・太田
- 2013年8月13日（火）眞鍋・太田・山田ルイ53世
- 2013年8月14日（水）加納・太田・いとう（オープニング・サテライトのみ）
- 2013年8月15日（木）光浦・太田・キングオブコメディ
- 2013年8月16日（金）室井・太田・きたろう(紳士交遊録・エンディング)

2016年の夏休み
- 2016年9月19日（月）阿佐ヶ谷姉妹・高佐（ザ・キース）・太田[7]

2020年ゴールデンウィーク休み
- 2020年4月27日（月）森永卓郎・太田英明
- 2020年4月28日（火）はるな愛・太田英明
- 2020年4月29日（水）壇蜜・砂山圭大郎・いとうあさこ
- 2020年4月30日（木）光浦靖子・水谷加奈・カミナリ
- 2020年5月1日（金）室井佑月・水谷加奈・青木理
- 2020年5月4日（月）いとうあさこ・砂山圭大郎・ガンバレルーヤ（14時30分頃から休みである大竹が急に登場。番組終了まで務める）
- 2020年5月5日（火）はるな愛・砂山圭大郎・武田砂鉄
- 2020年5月6日（水）壇蜜・砂山圭大郎・いとうあさこ

2020年7月の休み
- 2020年7月23日（木）光浦靖子・太田英明・カミナリ
- 2020年7月24日（金）室井佑月・太田英明・青木理

2023年の冬休み
- 2023年12月28日（木）タブレット純・鈴木純子・浜辺のウルフ（見習い放送作家）
- 2023年12月29日（金）青木理・鈴木純子・金子勝

2024年の夏休み
- 2024年9月26日（木）はるな愛・タブレット純・鈴木純子
- 2024年9月27日（金）壇蜜・青木理・金子勝・太田英明

2024年の冬休み
- 2024年12月26日（木）はるな愛・タブレット純・砂山圭大郎
- 2024年12月27日（金）青木理・金子勝・太田英明
- 2024年12月30日（月）阿佐ヶ谷姉妹・砂山圭大郎
- 2024年12月31日（火）武田砂鉄・山根良顕（アンガールズ）・砂山圭大郎

#### 他のピンチヒッター
- 山本の休演時
  - 2008年1月28日：石川真紀（文化放送アナウンサー(当時)）　※この日はテレビ番組の収録のため、休んだ。
  - 2008年7月15日：U字工事
  - 2008年7月22日：加藤めぐみ
  - 2008年7月29日：浜口順子
  - 2008年8月5日：流れ星
  - 2008年8月12日：大久保佳代子
  - 2008年8月19日：末高斗夢
  - 2008年8月26日：室井佑月
  - 2008年9月2日：西川史子
  - 2008年9月9日：水谷加奈（大竹が夏休みのため、パーソナリティを兼ねて）
  - 2010年7月20日：中嶋美和子　※舞台公演に出演していたため、休んだ。

※2009年・2010年の火曜日最後の放送も、中嶋が代役を勤めた。
- 光浦の病気療養、休演時
  - 2007年7月26日 - 8月16日：水谷加奈
  - 2010年1月7日：大久保佳代子 ※この日は冬休みを取っていた。
  - 2014年11月13日：中嶋美和子

- 水谷の病気療養時
  - 2012年2月8日：いとうあさこ

- 阿川の休演時
  - 2012年5月7日：中嶋美和子
  - 2013年7月29日：中嶋美和子
  - 2014年9月1日：中嶋美和子

- 眞鍋の休演時
  - 2012年10月2日：中嶋美和子

- 室井の休演時
  - 2013年1月25日：中嶋美和子

- 壇蜜の病気療養、体調不良時
  - 2023年4月12日 - 6月28日、8月9日、2024年2月28日 - ：水谷加奈

- はるなの休演時
  - 2023年11月2日、2025年5月8日：にしおかすみこ

- 大久保、ヒコロヒーの休演時
  - 2024年8月22日：にしおかすみこ
  - 2025年7月17日：森口博子

- 森永康平の休演時
  - 2025年5月26日、7月21日、7月28日：古谷経衡
  - 2025年6月2日：武田砂鉄

### 大竹サテライト 午後の商談ネタ下ろし
文化放送メディアプラス 1階南東角にある、サテライトスタジオ「文化放送Satellite Plus」前から、曜日別のテーマに沿って、外中継リポートを行う。
2022年5月6日の放送で、コーナーは終了。同年 5月9日より、大竹のもっと言いたい放題にリニューアルした。
- 月曜日：ガンバレルーヤ（2018年1月8日 - 2022年5月2日。同年 5月9日より、大竹紳士交遊録 月曜日のコメンテーターを担当）
- 火曜日：タブレット純（2014年9月30日 - 2022年5月3日。同年 5月12日より、大竹のもっと言いたい放題 木曜日レギュラーに移動）
- 水曜日：いとうあさこ（2009年10月7日 - 2022年5月4日。同年 5月11日より、大竹のもっと言いたい放題 水曜日レギュラーに移動）「これって イライラする？」（ - 2011年3月30日） → 「私の中の大記録」（2011年4月6日 - ）
- 木曜日：ヒコロヒー（2021年4月1日 - 2022年5月5日。同年 5月19日より、木曜日パートナーに昇格）、吉住（2021年4月8日 - 2022年4月28日）[注 10]
- 金曜日：どぶろっく（2020年4月3日 - 2022年5月6日。同年 5月13日より、大竹のもっと言いたい放題 金曜日レギュラーに移動）「小さな幸せをください」
- 過去の出演者
  - 浜口順子

（月曜日担当　2007年10月1日 - 2009年3月30日）「浜松町アンケート　突っこみ入れちゃって下さい」
  - 中嶋美和子

（月曜日担当　2009年4月6日 - 2017年12月25日）「中嶋の明るいニュース」 → 「あなたは何派？　わたし中嶋派!」
  - 桑山哲也

（金曜日担当　前コーナー「とれたて大竹タブロイド」より継続。2007年10月5日 - 2009年4月3日）「金曜ゴールデンランキング」
  - 加藤めぐみ

（水曜日担当　2007年10月3日 - 2009年9月30日）「突撃! 女の本音」
  - チェリー☆パイ

（金曜日担当　2009年4月10日 - 12月25日）「金曜ゴールデンランキング」（ - 5月1日） → （5月8日 - 10月30日）「小さなパイパイ、大きなパイパイ」 → （11月6日 - 12月25日）「クイズで　いっパイいっパイ」
  - U字工事

（火曜日担当　2007年10月2日 - 2010年3月30日）「地方色豊かすぎるクイズ」
  - みはる

（金曜日担当　2011年1月7日 - 9月30日）「みはるのお叱りします!」
  - 末高斗夢／三遊亭こうもり／三遊亭とむ（2011年9月14日まで末高斗夢。以降、三遊亭こうもり。2014年9月から三遊亭とむ）
    - 末高斗夢

（木曜日担当　2007年10月4日 - 2012年3月29日）「100人に聞きました」
    - 三遊亭こうもり

（木曜日担当　2012年10月4日 - 2014年3月27日）「お前さん、お説教だよ」
（火曜日担当　2014年4月1日 - 9月23日）「日本は、いつでも行楽日和」
  - ザ・ギース

（金曜日担当　2010年1月8日 - 12月31日）「週刊 こどもGEESE」
（金曜日担当　2014年4月4日 - 9月26日）「週刊 仕事ギース」
  - 広海・深海

（火曜日担当　2010年4月6日 - 2012年9月25日）「広海・深海のピッタリショー」
  - ハマカーン

（金曜日担当　2011年10月7日 - 2014年3月28日）「世直し ハマカーン」
  - 山田ルイ53世（髭男爵）

（火曜日担当　2012年4月5日 - 2014年3月25日。2012年9月まで、木曜日担当）「ルネッサンス目安箱」
  - オジンオズボーン

（木曜日担当　2014年4月3日 - 2017年3月30日）「オジンオズボーンのちょっと見せて下さい」 → 「オジンオズボーンのちょっと聞かせて下さい」
  - ラバーガール

（金曜日担当　2014年10月3日 - 2020年3月27日）「ラバーガールのザ・レポーター」
  - カミナリ

（木曜日担当　2017年4月6日 - 2021年3月25日）

### 大竹のもっと言いたい放題
番組15周年記念のリニューアルにともない、2022年5月9日より開始したコーナーである。
月曜日、火曜日、水曜日、金曜日は曜日別レギュラーが番組オープニングより出演する。いとうあさこ、タブレット純はコーナー終了まで。森永康平、武田砂鉄、青木理は14時の時報前まで出演する。
- 月曜日：森永康平（経済アナリスト　2025年4月7日 - ）
- 火曜日：武田砂鉄（フリーライター　2022年5月10日 - 、2017年12月5日 - 2021年6月まで、大竹紳士交遊録 火曜日コメンテーターとして、深澤真紀と隔週交代で出演。2021年9月 - 2022年5月3日まで、深澤の出演週以外の週に出演）
- 水曜日：いとうあさこ（2022年5月11日 - ）
- 木曜日：タブレット純（2022年5月12日 - 、当コーナーの開始に伴い、2020年4月より休止していた外中継リポートを木曜のみ再開）
- 金曜日：青木理（ジャーナリスト　2022年5月20日 - 、2023年3月17日まで、どぶろっくと隔週交代で出演）
- 過去の出演者
  - どぶろっく（2022年5月13日 - 2023年3月24日、青木理と隔週交代で出演）
  - 森永卓郎（経済アナリスト、獨協大学教授　2022年5月9日 - 2025年1月27日、2007年10月1日から2022年5月2日までは大竹紳士交遊録の月曜日コメンテーターを務めた。生前最後の出演日は自宅からリモート生出演し、その翌日に死去した）

### 大竹紳士交遊録
各ジャンルのエキスパートたちが登場するコーナー。
- 月曜日：古谷経衡（作家、評論家　2023年7月3日 - ）
- 火曜日：深澤真紀（関西大学 総合情報学部 特任教授、コラムニスト、企画会社タクト・プランニング代表取締役　2014年9月30日 - 、2017年12月12日 - 2021年6月まで、武田砂鉄と隔週交代で出演[注 12]。2021年9月14日より月1回 不定期で出演。2022年5月10日より、中島と隔週交代で出演）、中島岳志（政治学者、東京工業大学リベラルアーツ研究教育院 教授　2022年5月17日 - 、深澤と隔週交代で出演）
- 水曜日：きたろう（2007年5月11日 - 2014年3月28日までは金曜担当）
- 木曜日：ガンバレルーヤ[注 13]、高橋源一郎、望月衣塑子、関口靖彦（KADOKAWA文芸部 キトラ編集部部長）の輪番制
- 金曜日：金子勝（経済学者、慶應義塾大学 経済学部教授　2014年4月4日 - ）
- 過去の出演者
  - 福岡俊弘（週刊アスキー総編集長　月曜担当　2007年5月7日、5月14日）
  - 柳原秀哉（デジタルハリウッド・エンタテインメント株式会社　代表取締役社長兼CEO　月曜担当　2007年5月21日 - 7月30日）
  - 山口一臣（元・週刊朝日編集長、ジャーナリスト　火曜担当　2007年5月8日 - 2013年6月25日）
  - 大森望（書評家　水曜担当　2007年5月9日 - 9月26日、木曜担当　2007年10月4日 - 2015年3月26日）
  - おすぎ（木曜担当　2007年5月10日 - 9月27日　前番組「吉田照美のやる気MANMAN!」より継続）
  - 森永卓郎（月曜担当　2007年10月1日 - 2022年5月2日、翌週の5月13日より大竹のもっと言いたい放題の月曜担当コメンテーターに異動し、逝去の前日となる2025年1月27日まで出演）
  - 笑福亭笑瓶（月曜担当　2007年8月6日 - 9月26日、水曜担当　2007年10月3日 - 2013年9月25日）
  - 湯浅誠（自立生活サポートセンター・もやい事務局長、反貧困ネットワーク事務局長　火曜担当　2013年7月2日 - 2014年9月23日。2014年10月以降は、大竹メインディッシュに不定期出演）
  - 武田砂鉄（火曜担当　2017年12月5日 - 2022年5月3日、翌週の5月10日より大竹のもっと言いたい放題の火曜担当コメンテーターに異動）
  - ふかわりょう（木曜担当　2015年4月2日 - 6月25日）
  - みうらじゅん（木曜を月1回担当、2015年7月 - 2024年6月27日）
  - いとうせいこう（木曜を月1回担当[8]　2015年7月2日 - 2017年3月23日）
  - やついいちろう（エレキコミック）（木曜を月1回担当　- 2021年3月25日）
  - 天久聖一（木曜を月1回担当　2015年7月 - 2023年6月22日）

## 放送時間
- 文化放送 毎週月曜日 - 金曜日 13:00 - 15:30
- 西日本放送、高知放送 毎週月曜日 - 木曜日 13:00 - 15:30[注 14]

## タイムテーブル
2025年1月以降
- 13:00　オープニング
- 13:30　大竹の言いたい放題[注 15]
- 13:40　大竹のもっと言いたい放題
- 13:50　交通情報（警視庁 交通管制センター）[注 14]
- 13:53　文化放送ニュース
- 13:55　天気予報（曜日別パートナーが担当）
- 14:00　大竹発見伝〜ザ・ゴールデンヒストリー（2007年5月7日 - 2010年4月2日、2015年9月28日 - ）
- 14:10　はぴねすくらぶ ラジオショッピング（2013年4月1日 - ）
- 14:15　リスナーご意見番
  - （月、火、金）大人の常識クイズ
  - （水）大人の心理テスト
  - （木）あなたとともにスタート[注 16]
- 14:25　大竹メインディッシュ
- 14:50　交通情報（警視庁 交通管制センター）[注 14]

2024年3月までは千葉 → 神奈川 → 警視庁の順。千葉、神奈川は日本道路交通情報センターから
- 14:53　文化放送ニュース
- 14:55　天気予報（曜日別パートナーが担当）
- 15:00　FAXとメールの紹介、文化放送プラスチューン（水曜日のみ）、プレゼントのお知らせ
- 15:03　ジャパネットたかた ラジオショッピング
- 15:10　大竹紳士交遊録
- 15:24　大竹の今日の一枚
- 15:27　エンディング

- オープニング、大竹メインディッシュ、大竹紳士交遊録はPodcast QRで配信している。
  - オープニングはテーマ音楽が流れた後は著作権が発生するため、配信していない。
  - 大竹メインディッシュの冒頭で流れるBGMも同様の理由により配信していなかったが、現在は配信している。
- 月 - 水、金曜日は政治家、文化人、政治評論家がゲスト出演。木曜日は他の曜日と違い、お笑い芸人、バラエティタレントがゲスト出演する。

### 大竹発見伝〜ザ・ゴールデンヒストリー
「日々、黄金の歴史有り」をコンセプトに過去の史実や市井の人々の体験談を、大竹まことのナレーションを挿入しながら紹介。金曜日はリスナーからのハガキを紹介する。エンディングは毎回、テーマにちなんだ曲を掛ける。
番組の流れは大竹によるタイトルコールの後、文化放送と同時ネット局は本編を放送、曲を流して、曲の後半部分に曜日レギュラーのコメントと曲の紹介、青森放送では文化放送から裏送りのBGM、山梨放送と静岡放送ではJRNネットワークCMが流れ、本編を放送した後に曲を掛けて、裏送りのBGM（青森放送）・JRNネットワークCM（山梨放送・静岡放送）が流れた後に大竹のコメントが入る。
当コーナーは以下のNRN系 民放ラジオ局へネットしている（2024年4月時点）。
| 放送地域 | 放送局            | 放送曜日 | 放送時間      | 参考リンク               | 備考 |
| -------- | ----------------- | -------- | ------------- | ------------------------ | --- |
| 青森県   | 青森放送（RAB）   | 月 - 金  | 11:05 - 11:15 | 青森放送ラジオ週間番組表 | 『ビューティフル・メロディーズ〜よみがえる青春のポップス』の後継番組となる。 2週間遅れの放送。 |
| 山梨県   | 山梨放送（YBS）   | 月 - 金  | 12:10 - 12:20 | 山梨放送ラジオ番組表     | 月曜 - 木曜はJRNネットワークセールスとしてのCM枠（『朗読のミカタ』（TBSラジオ制作）の終了にともなう企画ネット扱い）を本編後に1分間設けている。 |
| 香川県   | 西日本放送（RNC） | 月 - 木  | 14:00 - 14:10 |                          | 『ビューティフル・メロディーズ〜よみがえる青春のポップス』の後継番組として2023年3月27日よりネットし、同年9月29日までは月曜 - 金曜の10:15 - 10:25に放送されていた。その後、自社制作でJRN系列の企画ネット番組『歌のない歌謡曲』の終了にともない、同年10月2日から2024年3月29日まで、7:30 - 7:40枠に移動したが、2024年4月1日から、『大竹まことゴールデンラジオ』の同時ネット開始により、本コーナーも文化放送と同時ネットになった[4]。金曜日放送分は、2024年3月29日をもって、打ち切りとなった。 |
| 高知県   | 高知放送（RKC）   | 月 - 木  | 14:00 - 14:10 |                          | 2024年4月1日から、『大竹まことゴールデンラジオ』の同時ネット開始により、ネット開始[4]。 |
| 静岡県   | 静岡放送（SBS）   | 月 - 木  | 16:30 - 16:40 | 静岡放送ラジオ番組表     | 『朗読のミカタ』の後番組としてネットしており、JRNネットワークセールスとしてのCM枠を本編のCMフィラーを差し替える形で挿入されている。金曜は『三井ダイレクト損保 presents 強くてやさしい金曜日』（TBSラジオ）を放送のため未ネット。 |

## 番組Twitter
2010年5月25日より、番組としてのTwitter利用を始めた。大竹まことがTwitterを始めてから、毎週火曜日を「Twitterの日」と称して、パートナーの眞鍋とともに積極的に書き込むようになった。

## 過去のコーナー
- とれたて 大竹タブロイド
  - 当日の夕刊タブロイド紙を持って、街角インタビューを行う。インタビュー時に三択問題を出題して、正解なら賞金 2000円を贈呈。不正解の場合は翌日に2000円を繰り越し。スペシャルウィークでは、賞金は倍の4000円になった。
  - 2007年9月28日終了。コーナー企画変更で、10月1日からは大竹サテライトとなった。
- リポーター
  - 月曜日・水曜日：ユリオカ超特Q
  - 火曜日・木曜日：神田京子（講談師）
  - 金曜日：桑山哲也
- 大竹サテライト 午後の商談ネタ下ろし（2007年10月1日 - 2022年5月6日）
  - 新型コロナウイルスの感染流行に伴う緊急事態宣言 発令以降は2020年4月7日 - 2022年5月6日まで、文化放送Satellite Plus前からの外中継リポートを休止。この間は番組 生放送中のスタジオより曜日別リポーターが担当した。
- 男と女の交差点
  - 各曜日別のパートナーが、独自のテーマに沿ったトークを展開する。
  - 2007年9月28日終了。コーナー企画変更により、10月1日からはリスナー交差点に変更（2007年5月 - 9月までは、Podcast QRでも配信していた）。
- リスナー交差点
  - 当初はリスナーから寄せられた、当日のテーマに沿ったFAXとメールの紹介に充てるコーナーとして開始したが、ほぼ毎回、オープニングのフリートークが延びた関係上、放送されないことが多く、2008年頃を境にフェードアウトしていった。
  - 2010年11月22日より、提供スポンサーが付いたことにより、コーナーは復活。復活後はコーナーを休止することなく放送した。
- リスナーご意見番
  - （月）書評面「本よみうり堂」から、おすすめの一冊を紹介
  - （月）暮らしのご意見番
  - （月）1万円クイズ　ゴールデン5（ - 2010年12月27日）
  - （月）新潟県広報コーナー　いいねっが! 新潟（2012年4月 - 2014年3月は木曜。2014年4月 - 2017年3月は火曜）
  - （水）私の健康体験（2008年9月）
  - （水）金にまつわる面白い話（2008年12月）
  - （木）ゴールデン ワンダフルライフ（ - 2024年12月26日）
  - （金）浅草サンバカーニバルへの道（2007年5月 - 8月、2008年4月 - 8月）
  - （金）今日の朝刊　遅読み （2008年7月 - 9月途中までは火曜日、2007年10月 - 2009年4月3日）
- ゴールデンリスナー会議室（2010年4月5日 - 2015年9月25日）
- 太田英明の健康ワンポイントチェック（2007年5月7日 - 2011年9月30日）
  - BGMはデイヴ・グルーシンのシー・クッド・ビー・マイン
- 文化放送 ラジオショッピング（2007年5月7日 - 2013年3月29日）
  - 2013年4月1日より、『くにまるジャパン』『吉田照美 飛べ! サルバドール』内の放送に縮小。現在は、はぴねすくらぶ ラジオショッピングを放送。
- 太田英明の元気な一週間（ - 2014年2月28日）
- 大竹まことの知りたくない世界（大竹メインディッシュで月1回 放送）
- （金）大竹・室井のちょこっと相談室

## 番組絡みの出来事
- 2008年8月25日、大竹と阿川の出演日にビートたけしがゲスト出演したことから、『ビートたけしのTVタックル』のレギュラーメンバー3人が揃った[10]。
- 2009年1月13日の山本モナの復帰には、読売テレビの『情報ライブ ミヤネ屋』がそのトークの内容を紹介するなど[11]、大量のマスコミ報道が文化放送に殺到した[12]。
- 2011年3月11日の放送で、室井佑月がゲストの告知を読んでいる最中に東日本大震災が発生した。マイクが音を立てるほどに激しい揺れ（震度5強）を観測し、地震特番に変更した。なお、当初は関東地方に緊急地震速報が発表されなかったために、文化放送では「予告なし」で体験した大地震となった。番組自体は3月14日から、地震情報に内容をシフトしつつ、再開している[13]。
- 2016年5月9日の放送で、午前中の『すっぴん!』（NHKラジオ第1）に、大竹がゲスト出演した。その後、『すっぴん!』のパーソナリティを務める、藤井彩子、宮沢章夫が本番組にゲスト出演したことから、局の垣根を越えたコラボレーションが実現した。
- 2018年5月18日20:30 - 21:30に『人の数だけ物語がある。 ザ・ゴールデンヒストリー 朗読CDブック』（扶桑社）を編集した特番『ザ・ゴールデンヒストリー ～大竹まことが語る命の記録～』を「文化放送ライオンズナイタースペシャル」として放送した。本編の進行は壇蜜が務めた。
  - 同特番は同年9月2日19時台に福井放送で放送した。11月4日にはプロ野球日本シリーズが第7戦まで開催される場合に、文化放送では試合中継のため休止する『竹中功のアロハな気分』のネット局（秋田放送・山形放送・東北放送・茨城放送・北日本放送・熊本放送）向け代替番組として放送が予定されていたが、日本シリーズが第6戦で終了したため、秋田放送と北日本放送のみの放送となった[注 18]。

### 大竹の腰痛による入院から復帰まで
- 2018年6月18日の放送で、大竹が腰椎分離症であることと、それにともなって番組を休養することがこの日の番組内で、大竹の代打を務めた太田英明から公表された。ちなみに、大竹は持病である腰痛が悪化したことにより、15日の同番組を欠席し療養先から電話で出演していた[14]。当初、番組復帰について同月19日を予定していたが、コンディション不良のため同月22日まで休養を延長することを発表した[15]。しかし復帰予定の同月25日になっても腰の痛みが引かないため6月末まで休養した[16]。そして7月2日、2週間ぶりに生放送に復帰した[17]。
- その後7月20日には、大竹が番組内で「昨日腰痛の検査のため東京都内の病院に入院し、本日の放送は病院の外出許可を得てスタジオからやっている」ことを明かした[18]。なお、当初大竹は当面のあいだ、入院先の病院と浜松町・文化放送を行き来する形で番組出演を続けるとしていたが、同月23日に「本格的な腰痛治療のため8月3日まで番組を休み、8月5日まで入院する」と同番組公式Twitterから発表された[19][20]。
- 7月30日からのスペシャルウイークでは、大竹の代打として、伊東四朗（伊東四朗・吉田照美 親父熱愛）、吉田照美（文化放送OB、かつて同じ時間帯で『吉田照美のやる気MANMAN!』を担当）、近藤真彦（近藤真彦 くるくるマッチ箱）といった文化放送でDJを担当、またはゆかりのあるタレントらがパーソナリティーを担当した[21]。
- 8月6日、大竹が腰椎分離症の手術を受けることを代役パーソナリティの太田と月曜日パートナーの倉田が明かした。大竹の復帰は最短で8月13日となるとアナウンスされた[22][23]。
- 復帰予定日とされた8月13日、大竹は姿を見せなかったものの、手術が無事成功し復帰が早くとも15日以降の予定であることが発表され[24]、予告通り15日に番組に復帰した[25]。

## 文化放送以外からの生放送
- 大竹は毎年5月に開催する「シティボーイズ」の舞台公演の都合上、2007年5月11日放送分より、毎年5月の放送分は文化放送からではなく、舞台公演の開催都市のNRN系列の民放ラジオ局から生放送を行った[注 19]。
  - 番組開始当初は太田のみ文化放送のスタジオ担当になっていたが、2008年5月 - は太田も出張扱いで、大竹と各曜日のパートナーと一緒に出演となっているため、この間の「文化放送ニュース」と「文化放送ラジオショッピング」は『くにまるジャパン』の12時台「ランチタイム　ニュース」担当のアナウンサーが担当している[注 20]。
  - 名古屋公演の場合の生放送スタジオ:東海ラジオ放送（東海ラジオ放送の本社ビルに、文化放送の名古屋支局が入っていた）
  - 大阪公演の場合の生放送スタジオ:ABCラジオ（朝日放送ラジオ。かつて大竹がレギュラー出演していたラジオ番組の縁で）
  - 2009年の倉敷公演の場合の生放送スタジオ:山陽放送（岡山市）（2009年の倉敷公演開催にともない、5月20日・21日の生放送で使用された）
- 2010年11月3日、文化放送リスナー感謝 大「文化」祭 浜松町グリーン・サウンドフェスタ-浜祭（はままつり）-の一環として、浜松町ハマサイト・グルメで、公開生放送が行われ、各曜日のレポーターが一堂に会した。
  - 2013年3月7日、8日放送分は番組初の「リスナーと行く、新潟2泊3日のバスツアー」を行ない、3月7日は宿泊先の温泉旅館から、8日は新潟放送のスタジオからの公開生放送を行なった。このバスツアーに太田も同席していたため、『ニュース・パレード』と『くにまるジャパン』金曜日のクイズレストラン ジャポネは代役として、伊藤佳子がそれぞれ担当した。
- 2015年12月7日に、ワイドFM開局記念として、TBSラジオ・ニッポン放送との3局合同特番「FMでもキキマス!ゴールデンたまむすび」を中継局のある東京スカイツリーの天望デッキより、12時55分 - 15時30分に公開生放送[26]。同時間帯のAM3局の昼ワイド番組が一堂に会し、同時生放送を行い、本番組からは大竹、辺見、太田が、TBSラジオの『赤江珠緒 たまむすび』からは赤江珠緒、カンニング竹山が、ニッポン放送の『大谷ノブ彦 キキマス!』からは大谷ノブ彦、東島衣里が出演した。

## コラボレーション
局の垣根を越えた、コラボレーション企画を不定期で実施している。
- 徳光和夫 とくモリ! 歌謡サタデー（ニッポン放送） - コンビニ弁当 対決で実現した。
- すっぴん!（NHK） - 梯子 出演で実現した。
- 赤江珠緒 たまむすび（TBSラジオ） - 前述のワイドFM開始に伴う在京ラジオ3局共同制作の特別番組などを通して、パーソナリティの赤江珠緒と親交があることから2023年3月末で同番組が終了することを受けて、同月20日に大竹が同番組に生出演した。
- ラジオ100年プロジェクト（NHK-FM） - 2024年3月20日、ラジオの未来を語る番組でゴールデンラジオの生放送中のスタジオと繋いでのクロストークが行われた。